# Cadeia ideal
Uma cadeia ideal (ou cadeia de articulação livre) é o modelo mais simples para descrever polímeros, como ácidos nucléicos e proteínas. Ele apenas assume um polímero como um passeio aleatório e negligencia qualquer tipo de interação entre os monômeros. Embora seja simples, sua generalidade fornece uma visão sobre a física dos polímeros.